# Шейн Мозлі
Шейн Мослі (англ. Shane Mosley; нар. 7 вересня 1971, Ліннвуд, Каліфорнія, США) — американський професійний боксер. Чемпіон світу у трьох вагових категоріях: легкій (версія IBF 1997—1999), напівсередній (версія WBC, 2000—2002; тимчасовий титул за версією WBC, 2007, версія WBA Super, 2009) та першій середній (версія WBC, 2003—2004; версія WBA, 2003—2004). Загалом переміг 14 боксерів за титул чемпіона світу.

## Аматорська кар'єра
Мозлі був чемпіоном США у легкій вазі у 1989 та 1990 роках та чемпіоном США у напівсередній вазі у 1992 році. 1990 року програв у півфіналі Артуру Григоряну (СРСР) і отримав бронзову медаль на Іграх доброї волі. Але на Олімпійські ігри 1992 не потрапив, поступившись місцем у збірній США Вернону Форресту.

## Професіональна кар'єра
1993 року перейшов до професійного боксу. Після 23 перемог при 22 нокаутах 2 серпня 1997 року кинув виклик чемпіону світу за версією IBF у легкій вазі Філіпу Голідей з Південної Африки та переміг його за очками. Успішно захистив титул вісім разів, завжди достроково.

### Мозлі проти Де Ла Хойї
Перейшовши у напівсередню вагу, після двох нетитульних боїв 17 червня 2000 року зустрівся в бою з чемпіоном WBC та IBA у напівсередній вазі Оскаром Де Ла Хойя. Бій був досить близьким, але у останніх раундах Мозлі був набагато точнішим і здобув перемогу розділеним рішенням суддів, завоювавши титули і ставши зіркою боксу. За цей бій Мозлі заробив мінімум 15 мільйонів доларів (гарантовані 2 мільйони доларів плюс плата за перегляди за системою PPV) — більше, ніж за усі 34 попередні бої разом взяті. Бій був названий журналом «Ринг» подією 2000 року.
Після трьох успішних захистів титулу 26 січня 2002 року втратив звання чемпіона, поступившись одностайним рішенням суддів Вернону Форресту, який перемагав Мозлі в аматорах. Зустрівшись з ним в реванші 20 липня 2002 року, знов програв за очками.

### Мозлі проти Де Ла Хойї II
13 серпня 2003 року вдруге зустрівся в бою з Оскаром Де Ла Хойя, який на той час заволодів титулами чемпіона світу за версіями WBC та WBA (Unified) у першій середній вазі. Мозлі знов переміг, хоч і не так переконливо як в їхньому першому бою.
В першому ж захисті завойованих титулів 13 березня 2004 року поступився одностайним рішенням Вінкі Райту, як і в наступному реванші 20 листопада 2004 року.